# Boláti
Boláti är en ort i Grekland.   Den ligger i prefekturen Nomós Korinthías och regionen Peloponnesos, i den sydöstra delen av landet, 80 km väster om huvudstaden Aten. Boláti ligger 35 meter över havet och antalet invånare är 767.
Terrängen runt Boláti är kuperad åt sydväst, men åt nordost är den platt. Havet är nära Boláti åt nordost.Runt Boláti är det tätbefolkat, med 331 invånare per kvadratkilometer. Närmaste större samhälle är Korinth, 14,1 km öster om Boláti. 